# Село
Село (понекад сеоско или рурално насеље) је једна од три врсте људских насеља. Основни је облик територијалне, социјалне и економске организације становништва које се бави пољопривредом. Села су обично стална насеобина, са фиксним обитавалиштима; међутим, пролазна села могу постојати. Насеобине у селу су прилично близу једна другој, а не раштркане по пределу, као раштркано насеље.
У прошлости су села била уобичајени облик заједнице за друштва која се баве самоодрживом пољопривредом, као и за нека непољопривредна друштва. У Великој Британији заселак је стекао право да се зове село када сагради цркву. У многим културама, вароша и градова је било мало, са само малим делом становништва који је живео у њима. Индустријска револуција привукла је већи број људи да раде у млиновима и фабрикама; концентрација људи довела је до тога да многа села прерасту у варошице и градове. То је омогућило и специјализацију рада и заната и развој многих заната. Тренд урбанизације се наставља, али не увек везано за индустријализацију. Историјски гледано, куће су биле распоређене заједно ради друштвености и одбране, и земљиште око стамбених објеката је обрађивано. Традиционална рибарска села су била заснована на занатском риболову и налазила се у близини рибарских подручја.

## Дефиниција села
Постоји неколико различитих дефиниција сеоског насеља:
- Поред града и мјешовитог насеља, као полифункцијских насеља, село се може дефинисати као монофункцијско насеље, тј. насеље у коме је превасходно заступљено само једно занимање, и то првенствено пољопривреда. Нека села могу имати поред пољопривреде као главног занимања и неколико секундарних, као што су здравство или школство.
- Село је назив за свако насеље са мањим бројем становника.

Становници села се називају сељацима, при чему се под тим термином често подразумева и особа која се бави пољопривредном производњом.
- Традиционално, село је заједница земљорадничких, сточарских и мјешовитих домаћинстава, на одређеној територији, при чему су та домаћинства повезана радним, социјалним и економских везама. (Ј. Цвијић)
- Савремена дефиниција прецизира да је село насеље где се највећи део становништва бави пољопривредом, густина насељености није већа од 10—20 становника по хектару, слабо је комунално опремљено, у дворишту се налази барем један привредни објекат и спољне функције су слабо развијене. (Б. Којић)

## Сеоска територија
Сеоска територија обухвата одређену површину која је искоришћена за потребе пољопривредне производње, као и за биологија|биолошку и економску егзистенцију човека. У погледу насеобинско-производног садржаја може се издвојити:
- хомогена територија (прави сеоски тип, са изразитим сељаштвом, удаљене од градова)
- нехомогена територија (осим аграрних има и урбано-индустријских својстава)

Основна подела сеоских територија је на:
- примарно рурално подручје (више суседних насеља и њихових атара)
- другостепено рурално подручје (рурална територија која обухвата више повезаних сеоских подручја)

У административном погледу сеоска територија се дели на:
- сеоски атар (територија која припада неком селу - насеље са околним земљиштем, дели се на потесе. Службено се назива катастарска општина)
- катастарски срез (највећа организациона јединица сеоске територије која обухвата више катастарских општина сличних делатности)

## Типологија сеоских насеља
Сеоска насеља се класификују према бројним мерилима од којих треба издвојити следеће:
- генетска типологија
  - спонтано настала (хетерогена, шаролика, неправилна)
  - настала под неком интервенцијом (читлуци,[11][12] ушорена села)
  - настала под интервенцијом власти (села у Војводини)
  - дивља насеља (у предграђима већих градова)
- демографска типологија
  - најмања села („патуљаста“ — до 100 становника и „мала“ — 101—500 становника)
  - средња села (501-1000 становника и 1.001—2.000 становника)
  - велика села („већа“ — 2.001—3.000 становника и „највећа“ — преко 3.000 становника)

## Физиономска типологија села
Према физиономској структури рурална насеља се могу поделити на више начина, али нашој литературу је најкарактеристичнија следећа подела:
- збијена села (густо концентрисани стамбени објекти)
- разбијена села (раштркани стамбени објекти)
- прелазна (мешовита)

Према облику можемо издвојити три типа сеоских насеља:
- округласта
- издужена (уз пут или реку)
- зракаста

## Села у Србији
У Централној Србији има укупно 4.243 насеља од чега је 3.300 рурално (78,5%). Сва она су издвојена у неколико категорија: усамљена, ратарска, сточарска, приградска, специјализована, рударска, индустријско-аграрна, бањска, лечилишна, седишта општина или сеоских заједница и др.

### Цвијићева физиономска типологија
Проучавањем насеља како сеоских тако и градских на нашим просторима, нарочито на Балканском полуострву бавио се наш географ Јован Цвијић. Он их је поделио на три групе — збијена, разбијена и мешовита, где је издвојио неколико типова и класа.

#### Села разбијеног типа
Села разбијеног типа имају раштркану стамбену структуру. Цвијић је издвојио три типа и две врсте ових села.
- старовлашки тип (карактеристична за Стари Влах, Босну и Херцеговину све до Алпа. Оваква насеља имају ширину до 5—6 km, деле се на засеоке који су међусобно удаљени и по километар или два)
  - шумадијска врста (до 19. века је била у саставу старовлашког типа, када су се нагло развила. Овде су се засеоци развили у посебна насеља, нарочито су напредовали друмски засеоци који се деле на неколико подврста)
  - мачванска и јасеничка врста (као и шумадијска до 19. века је била у саставу старовлашког типа. Карактеристична је за Мачву, Тамнаву и Колубару. Мачванска села су крстастог, а јасеничка звездастог облика)
- карсни тип (карактеристичан је за динарски предео. То су села настала у и на контакту вртача, увала, крашких поља и др.)
- ибарски тип (карактеристичан је за Ибар, Рашку и родопски предео. чине их „џемати“ смештени на брдима и међусобно одвојени долинама)

#### Села збијеног типа
Села збијеног типа имају густу стамбену структуру. Цвијић је издвојио четири типа оваквих насеља:
- тимочки тип (пружа се од Дунава до Велеса. Насеље је округло и збијено, све улице воде ка центру, где је најчешће црква, дућан или чесма. Деле се на „махале“)
- читлучки тип (настао за време Турака и одржао се до 19. века. Насеља су квадратна, озидана са чифчијским и беговским кућама. У дворишту се налазе „харемлуци“ и „селамлуци“)
- медитерански тип (карактеристичан за обале Јадрана, Јонског и Егејског мора) дели се на три подтипа:
  - грчко-медитерански (карактеристичан за Тракију, Тесалију и Егејску Македонију, куће су камен и збијене, покривене црепом, а улице калдрмисане)
  - далматинско-медитерански (карактеристичан за Далмацију, куће су од клесаног кречњачког камена, на узвишењима су најчешће црква и гробље)
  - каштелански (карактеристичан за појас између Каштеланског залива до Козјака, таква насеља су компактно „срасла“ за обалу мора)
- турско-источњачки тип (карактеристичне за све делове Балкана где су владали Турци. Улице су калдрмисане и кривудаве са ћорсокацима, куће увучене у дворишта, озидане и без прозора ка улицама)

#### Села мешовитог типа
Села мешовитог типа се налазе на прелазу између збијеног и разбијеног типа. Цвијић издваја само један тип оваквих насеља:
- читлучки тип (постојао је до 19. века, а затим се трансформисао у неке од горепоменутих типова. Куће су биле озидане, а улице калдрмисане)